# 马库斯·席格尔
马库斯·席格尔（德語：Markus Schiegl，1975年7月6日—），奥地利男子雪橇运动员。他曾代表奥地利参加1994年、1998年、2002年、2006年和2010年冬季奥林匹克运动会雪橇比赛。